# Galuskinita
La galuskinita és un mineral de la classe dels silicats. Rep el nom en honor dels mineralogistes russos Irina Olegovna Galuskina (nascuda el 1961) i Evgeny Vadimovich Galuskin (nascuda el 1960), de la Facultat de Ciències de la Terra de la Universitat de Silèsia, a Polònia.

## Característiques
La galuskinita és un silicat de fórmula química Ca₇(SiO₄)₃(CO₃). Va ser aprovada com a espècie vàlida per l'Associació Mineralògica Internacional l'any 2011, sent publicada per primera vegada el mateix any. Cristal·litza en el sistema monoclínic. La seva duresa a l'escala de Mohs és 5.
Les mostres que van servir per a determinar l'espècie, el que es coneix com a material tipus, es troben conservadesa al Museu Mineralògic Fersmann, de l'Acadèmia de Ciències de Rússia, a Moscou (Rússia), amb el número de registre: 4050/1, i al Museu d'Història Natural de Berna, a Suïssa, amb el número de registre: nmbe-40811.

## Formació i jaciments
Va ser descoberta a Rússia, concretament al massís de Birkhin, a Narin-Kunta (óblast d'Irkutsk), on es troba associada a altres minerals com: pavlovskyita, larnita, del·laïta i calcioolivina. També ha estat descrita en un altre indret de Rússia: la caldera volcànica de Verkhnechegemskaya, a la vall de Baksan, dins de la regió Kabardino-Balkària. Aquests dos indrets són els únics de tot el planeta on ha estat descrita aquesta espècie mineral.